# Sint-Chrysoliuskerk (Verlinghem)
De Sint-Chrysoliuskerk is de parochiekerk van de tot het Franse Noorderdepartement behorende plaats Verlinghem, gelegen aan de Rue de la Fontaine.
De heilige Chrysolius zou hier ter dood gebracht zijn, zie ook de Sint-Chrysoliusbron. De oudste delen van de kerk, met name de toren en het ingangsportaal, gaan terug tot de 16e eeuw. De rest van de kerk werd in 1840 verwoest door brand. Herbouw volgde onder leiding van de architect Benvignat, waarbij het koor nog werd vergroot. In 2000 werd de kerk gerestaureerd.
Het betreft een bakstenen driebeukige kerk met neogotische stijlelementen en zware voorgebouwde laatgotische toren.